# Identity (álbum)
Identity é o único álbum do projeto Zee, uma dupla formada por Richard Wright, na época ex-tecladista do Pink Floyd e Dave Harris do grupo Fashion, de new romantic, lançado em 1984. Wright citou, anos depois que Identity foi um erro experimental "que nunca deveria ter sido lançado." O álbum foi produzido por Wright e Harris e todas as letras foram escritas por Harris.
O álbum utiliza bastante o Fairlight CMI, um sintetizador popularizado na década de 1980.

## Antecedentes
Em 1978, Richard Wright lançou Wet Dream (1978), um projeto paralelo que coincidiu com as tensões que levaram a sua expulsão no Pink Floyd. Após gravar The Wall como músico contratado e trabalhar na subsequente turnê do projeto, o músico tinha a expectativa de ser reintegrado à banda, o que não ocorreu. Por isso, Richard decidiu trabalhar em outros projetos.

## Produção
Entre 1983 e 1984, Richard formou com Dave Harris do grupo Fashion o duo Zee. Os dois se conheceram a partir do saxofonista Raphael Ravenscroft, um amigo em comum. O duo assinou com a EMI Records para a produção do álbum, que acabou sendo o único produzido pelo Zee.

## Lançamento
Em 2019, o álbum foi relançado com nova capa.

## Faixas
Todas as músicas por Richard Wright e Dave Harris. Letras de Dave Harris.
Lado A
1. "Confusion" – 4:17
2. "Voices" – 6:21
3. "Private Person" – 3:36
4. "Strange Rhythm" – 6:36

Lado B
1. "Cuts Like a Diamond" – 5:36
2. "By Touching" – 5:39
3. "How Do You Do It" – 4:45
4. "Seems We Were Dreaming" – 4:57

Faixa-bônus do lançamento em fita cassete
1. "Eyes of a Gypsy" – 4:13

## Faixas não inclusas no álbum
1. "Confusion" (Single Mix) – 3:36
2. "Confusion" (12" Mix) – 6:21
3. "Eyes of a Gypsy" (A partir do single "Confusion" 12") – 4:11

## Ficha técnica
- Richard Wright: teclados, percussão, fairlight, vocais de apoio
- Dave Harris: guitarras, teclados, percussão, fairlight, vocais

## Production
- Produzido por Richard Wright e Dave Harris
- Engenharia de áudio e co-produção de Tim Palmer